# Izaskun Arandia Galarraga
Izaskun Arandia Galarraga (Tolosa, 1972) és una guionista, directora i productora de cinema basca.

## Trajectòria
Nascuda l'any 1972 al municipi guipuscoà de Tolosa, es va llicenciar en Publicitat per la Universitat del País Basc i es va graduar d'un màster en Guió per la Screen Academy de la Universitat de Bournemouth. Després d'acabar el màster es va quedar catorze anys més a Anglaterra, on va treballar per a empreses audiovisuals de renom com Discovery Channel, TwoFour i BAFTA. El 2013 va tornar al País Basc per a establir-se a Sant Sebastià i va fundar la productora IZAR Films, especialitzada en documentals de temàtica social. Algunes de les seves principals obres de producció són Agur esatea (2013), Muga deitzen da Pausoa (2018), Bihar Dok 13 (2018) i On és en Mikel? (2020). Dedicada principalment al cinema, també es vincula al teatre i la televisió, i com a responsable de cinema forma part de la distribuïdora Tinko.
L'any 2016 va fundar l'associació basca d'arts audiovisuals i escèniques Hemen i en va ser presidenta fins al 2019. L'entitat va comptar amb una bona embranzida inicial, després de la presentació oficial al centre cultural Tabakalera de Sant Sebastià, després que en els primers quinze dies s'hi vinculessin moltes dones, concretament seixanta professionals del sector i sis contractistes. També va ser membre de l'Associació EH de Guionistes Professionals i va representar la Federació d'Associacions Nacionals de Guionistes (FAGA) a la Federació Europea de Guionistes (ESF). Com a membre del jurat ha participat en diversos festivals de cinema, com ara el premi al Millor guió del HuheZinema de 2019 a Aretxabaleta, el Festival de Sant Sebastià de 2018, el Zinegoak de 2014 a Bilbao, el Festival Internacional de Cinema del Medi Ambient (FICMA) de Barcelona, el Festival de Cinema Fantàstic de Bilbao (FANT) i el Zinebi de 2011 a Bilbao. Com a crítica de cinema ha publicat diversos articles periodístics al portal Zuzeu.

## Filmografia
| - Aviat Socorristas - 2021 Ni naiz naizena (websèrie) - 2020 On és en Mikel? (coproductora) - 2020 (Ez)ezagun - 2020 Bi urte, lau hilabete eta egun bat (documental) (coproductora) - 2019 Puntu Koma (minisèrie de TV) (productora executiva) - 2019 Mi pequeño gran samurai (curtmetratge documental) - 2019 Pil Pil (curtmetratge) - 2018 Bihar Dok 13 (documental) - 2018 Muga deitzen da pausoa (documental) (coproductora executiva) - 2018 June (curtmetratge) - 2017 Night Shift (curtmetratge) - 2015 Zea... bingo! - 2013 DSS 1813-2013 - 2012 The Laundrette Sessions (curtmetratge documental) - 2012 The Nature of Angrove (curtmetratge) (coproductora) - 2012 Agur esatea (documental animat) - 2011 Give Me 1 Minute of Peace (curtmetratge) - 2010 If I Wish Really Hard (curtmetratge) - 2010 Mrs Lustleigh's Fancies (curtmetratge) (coproductora) | - 2018 Bihar Dok 13 (documental) - 2017 Night Shift (curtmetratge) - 2012 The Laundrette Sessions (curtmetratge documental) - 2012 Agur esatea (documental animat) - 2011 Give Me 1 Minute of Peace (curtmetratge) - 2010 If I Wish Really Hard (curtmetratge) - Aviat My way out (documental) - 2021 Ni naiz naizena (websèrie) - 2017 Night Shift (curtmetratge) - 2012 The Laundrette Sessions (curtmetratge documental) |

## Premis i nominacions
| Any                          | Premi                                 | Categoria                    | Nominació                             | Resultat  | Ref.          |
| ---------------------------- | ------------------------------------- | ---------------------------- | ------------------------------------- | --------- | ------------- |
| 2022                         | Premis Goya                           | Millor pel·lícula documental | Izaskun Arandia i Miguel Ángel Llamas | Candidats | [ 14 ] [ 15 ] |
| Millor pel·lícula            | Izaskun Arandia i Miguel Ángel Llamas | Candidats                    | [ 14 ] [ 15 ]                         |           |               |
| Millor direcció de producció | Izaskun Arandia                       | Candidata                    | [ 14 ] [ 15 ]                         |           |               |